# Schelmenburg
Die Schelmenburg, auch Schelmenschloss oder Gruckau genannt, war eine mittelalterliche Wasserburg im heutigen Frankfurt-Bergen-Enkheim in Hessen. Sie war mehrere Jahrhunderte lang Stammburg der Schelme von Bergen. Heute ist von der Schelmenburg noch ein barockes Wasserschlösschen erhalten, das 1700 auf den Grundmauern der ehemaligen Kernburg erbaut wurde.

## Lage
Ehemals am nordwestlichen Rand des mittelalterlichen Ortskerns von Bergen gelegen, befindet sich die Schelmenburg heute im Zentrum zwischen den Straßen „Am Weißen Turm“ und „Marktstraße“ westlich der 1978 eingeweihten Stadthalle. Am Südhang unterhalb der Berger Warte und zudem unweit einer seit der Römerzeit bestehenden Wegekreuzung der Hohen Straße besaß der Platz im hohen Mittelalter eine strategische Bedeutung. In Ermangelung einer Geländeerhebung zur Verteidigung wurde die Burg durch einen Wassergraben gesichert, was am Berger Hang etwa 80 m über dem Pegel des Mains (Entfernung 2,6 km) ungewöhnlich erscheint. Mehrere Quellen oberhalb sorgten für Wasser, das in einem gedeckten Kanal nach Süden zur Marktstraße hin abgelassen wurde.

## Geschichte

### Entstehung
Über die Entstehungszeit der Schelmenburg gibt es aufgrund jahrhundertelanger späterer Überbauung wenige baugeschichtliche oder archäologische Quellen. Ein Terminus ante quem ergibt sich aus der Erstnennung eines Schelmen von Bergen im Jahre 1194.
Als Vorgängerbauten wurde besonders in älteren und heimatgeschichtlichen Werken ein römisches Kastell sowie eine fränkische Befestigung vermutet. Mehrere jüngere archäologische Untersuchungen konnten dies jedoch nicht bestätigen, so dass die Existenz eines Kastells in der archäologischen Forschung aufgrund fehlender Kastellbefunde nicht mehr anerkannt wird. Funde von Legionsziegeln früher Zeitstellung werden als Zweitverwendung mehreren in der Berger Gemarkung nachgewiesenen römischen Villae rusticae zugeschrieben, darunter besonders der in größerem Umfang ergrabenen Anlage „Auf dem Keller“ nördlich Bergens. Eine archäologische Untersuchung im Bereich zweier nicht unterkellerter Räume im Hauptgebäude der Schelmenburg erbrachte 2001 Hinweise auf eine hölzerne Turmhügelburg (Motte) des 12. oder 13. Jahrhunderts als früheste nachweisbare Anlage.
Wahrscheinlich entstand die Schelmenburg, wie zahlreiche Burgen im Frankfurter Raum, zur Zeit Kaiser Barbarossas. Neben größeren Reichsburgen wie Friedberg oder Münzenberg sicherten auch kleinere Anlagen wie die Burg Vilbel, Burg Dorfelden, Burg Wachenbuchen oder eben die Schelmenburg das Land.

### Hochmittelalter
Obwohl außerhalb der Umwehrung Bergens gelegen, ist die Geschichte der Burg eng mit der des Ortes verknüpft. 1272 erhielt Werner Schelm von Bergen von den Herren von Eppstein einen Teil des Zehnten in Bergen zu Lehen, 1274 einen weiteren Teil vom Bartholomäusstift.
Das ansässige Adelsgeschlecht der Schelme von Bergen trat zunächst als kaiserliche Lehensleute bzw. Reichsritter auf. Der Ort Bergen geriet aber zusammen mit dem Amt Bornheimerberg zunehmend unter die Kontrolle der Herren und Grafen von Hanau, die in Bergen seit 1269 Rechte besaßen. 1354 waren die Schelmen von Bergen gezwungen, als Vasallen in die Dienste von Ulrich III. von Hanau zu treten und die Burg als Lehen zu erhalten. Vermutlich steht ein steinerner Ausbau mit dieser Besitzänderung im Zusammenhang, denn die Burg wird in der Folge als „festes Haus“ bezeichnet. 1357 kam der Ort Bergen schließlich als Reichspfandschaft an Hanau.
Der Machtverfall des Adelsgeschlechtes hat in der Folge, wie bei so vielen Angehörigen des Ritterstandes, zum Raub verleitet. Opfer waren häufig Kaufleute, die auf der nahen Handelsstraße von oder nach Frankfurt am Main unterwegs waren. Deshalb gerieten die Schelme zunehmend in Konflikt mit der Stadt Frankfurt. Im Verlauf einer Fehde besetzte Frankfurt im Winter 1381/82 die Burg ohne nennenswerten Widerstand, da der Graben zugefroren war, 1389 auf Veranlassung des Rheinischen Städtebunds erneut. Sibold und Gerlach Schelm mussten Urfehde schwören und der Stadt jährlich zwei Monate Dienste leisten. Außerdem behielt sich die Stadt ein Öffnungsrecht vor. Mit der Kronberger Fehde 1389 gelang es Ulrich IV. von Hanau aber, seine Lehnsleute von den Verpflichtungen zu befreien.
Zwischen 1500 und 1520 ließ Adam Schelm von Bergen einen äußeren Wassergraben anlegen, der nun auch die Wirtschaftsgebäude der Burg schützte. Deren Außenwände wurden verstärkt und mit Schießscharten versehen. Doch dürfte der Verteidigungswert der Anlage gering gewesen sein, besonders, weil sich die Besitzer eine der neuen Größe angemessene Zahl an Kriegsknechten sicher kaum leisten konnten. Die sicherste Zuflucht bot in der Burg immer noch das steinerne Wohnhaus im Hauptgraben.

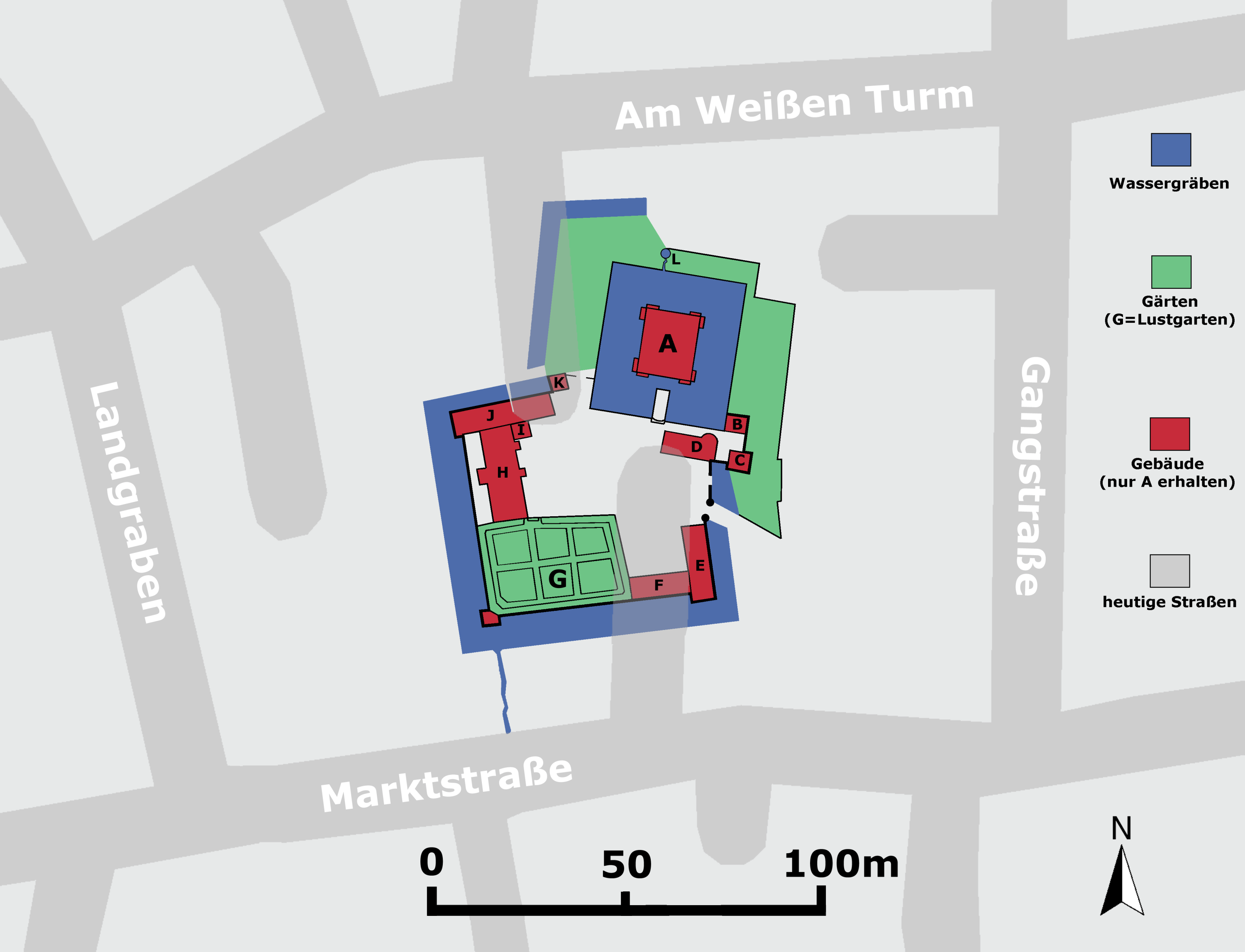
Schelmenburg, Lageplan in der Zeit der größten Ausdehnung (18. Jahrhundert). Gebäude im Uhrzeigersinn: A-Kernburg/Hauptgebäude, B-Backofen, C-Waschküche, D-Brauhaus, E-Der neue Bau, F-Stallungen, G-Lustgarten, H-Scheune, I-Schweineställe, J-Kelterhaus, K-Hühnerhaus, L-Quelle.

### Neuzeit
Mit dem Verlust der militärischen Funktion ist die Schelmenburg mehr und mehr zum Gutshof geworden. Größere Veränderungen hat die Anlage erst mit Friedrich Adolph Schelm zu Bergen wieder erfahren. Dieser hatte im Dienst des Kurfürsten von der Pfalz am Heidelberger Hof gestanden. 1672 bat Friedrich Wilhelm, der „Große Kurfürst“, um Quartier in Bergen während des Holländischen Kriegs. Da die Wasserburg Gruckau nicht mehr den Vorstellungen dieser Zeit entsprach, musste der Kurfürst in Bergen logieren. Dieses Ereignis mag den Anstoß gegeben haben, dass Friedrich Adolph in einer Bauzeit von über zehn Jahren das Hauptgebäude bis auf den Keller abtragen  und das heute noch erhaltene Barockschlößchen darauf errichten ließ. Der Graben und die Brücke blieben dabei erhalten.
Ebenfalls Friedrich Adolph ließ am Eingang zur Burg ein Sandsteinrelief anbringen auf dem der doppelköpfige Reichsadler zu sehen ist mit der Unterschrift „SVB VMBRA ALARVM TVARVM“, wahrscheinlich ein Hinweis, dass er nicht in hanauische Dienste getreten war und sich als freier Reichsritter verstand.
Mit dem Aussterben der Schelme von Bergen im 19. Jahrhundert war die Schelmenburg endgültig zu einem größeren Hof geworden, das Schlossgebäude zum Gutshaus. 1830 erwarb Johann Georg Kalbhenn das gesamte Anwesen. Kalbhenn versetzte 1850 das Hoftor vom Siboldsgäßchen an die heutige Stelle, die Wirtschaftsgebäude im Burghof wurden im 19. und 20. Jahrhundert abgerissen oder überbaut, der äußere Wassergraben  bereits 1840 zugeschüttet. Auch wurde die Burg im 20. Jahrhundert nach ihren damaligen Besitzern  Schillingshof oder Bickelhof genannt. 1942 erwarb die Gemeinde Bergen-Enkheim das Anwesen für 100 000 Reichsmark, ließ allerdings das Gebäude weiterhin verpachten, der Hof wurde bis 1962 landwirtschaftlich genutzt. Nach einer umfangreichen Renovierung zogen 1967 das Bürgermeisterbüro und Teile der Gemeindeverwaltung ein. Nach 1977 befand sich hier eine Sozialstation, später die Gemeindebücherei sowie Vereinsräume. Heute beherbergt das Schloss im Erdgeschoss die Jugendmusikschule und 17 Vereine des Vereinsringes im Keller-, Ober- und Dachgeschoss. Im Jahre 2002 wurde die Schelmenburg vom Leiter des Liegenschaftsamtes Alfred Gangel zum Haus der Vereine ernannt. Dies geschah mit der Zustimmung von Bürgermeister Achim Vandreike. Ein Teil des Gebäudes ist erneut stark renovierungsbedürftig.
Das umliegende Gelände, darunter der ehemalige Burggarten, wurde nach dem Zweiten Weltkrieg größtenteils mit Neubauten, darunter größere Wohngebäude für Ostflüchtlinge (1951), der Stadthalle Bergen (1978) und einer Sparkasse bebaut.
Im Jahr 2000 musste eine Sanierungsmaßnahme wegen eindringender Feuchtigkeit in der Kernburg durchgeführt werden. Sie erlaubte es, den Bereich archäologisch zu untersuchen, was weitere Hinweise auf die Baugeschichte der Schelmenburg erbrachte.

## Anlage
Der zu vermutende mittelalterliche Grundriss der Schelmenburg ähnelt stark dem von nahe gelegenen befestigten Adelshöfen im Frankfurter Umland, etwa dem Hof Goldstein, dem Kühhornshof oder dem Holzhausenschlösschen. Archäologische Zeugnisse lassen als Ursprung eine Turmhügelburg (Motte) vermuten.

### Hauptgebäude
Einzig erhalten geblieben von der Schelmenburg ist das barocke Wasserschlösschen mit Bauinschrift aus dem Jahr 1700, das auf die Fundamente der ehemaligen Kernburg aufgesetzt wurde. Die Grundfläche des Gebäudes hat sich nach archäologischen Indizien seit der Errichtung des Festen Hauses nicht mehr verändert. Der nördliche Teil (etwa ein Drittel) ist heute nicht unterkellert und entsprach wahrscheinlich dem ehemaligen Turmhügel. Zwischen den beiden Kellerräumen befindet sich ein romanischer Rundbogen.
Das heutige, dreigeschossige Gebäude misst 16 (Front- und Rückseite) × 18 Meter (Seiten). Es besitzt ein mit Schiefer gedecktes Krüppelwalmdach sowie an der Front- und Rückseite mittig aufgesetzte Zwerchhäuser. Der Zustand geht auf die Umbauten um 1700 zurück. Nachweisbar bestanden vorher mehrere Bauphasen, beginnend mit einer Turmhügelburg, die durch ein mindestens teilweise zweigeschossiges Fachwerkgebäude ersetzt wurde. Mit dem Wechsel der Lehensherrschaft 1354 wurde die Anlage durch die finanzstärkeren Herren von Hanau zu einem Festen Haus erweitert. Funde von Ofenkacheln belegen eine repräsentative Gestaltung im Inneren. Weitere Umbauten folgten im 16. Jahrhundert, bis die Anlage um 1700 ihr heutiges Aussehen bekam.
Sowohl die Kernburg als auch das nachfolgende Gebäude waren über eine Brücke vom Burghof aus zu erreichen, die zunächst den Graben nur halb überspannte, der direkt an das Gebäude anschließende Teil besaß eine leicht abzuwerfende Holzbohlenkonstruktion. Heute besitzt die Brücke zwei Bögen.
Prunkstück an dem Gebäude ist das Renaissanceportal aus rotem Sandstein, das möglicherweise zweitverwendet wurde. Es wurde nach oben geöffnet, sodass ein barocker Sprenggiebel entstand. Darin befindet sich eine Kartusche mit Inschrift, links davon das Wappen der Schelme von Bergen mit den beiden Rippen und rechts das der Herren von Venningen mit zwei gekreuzten Lilien. Die Inschrift lautet:

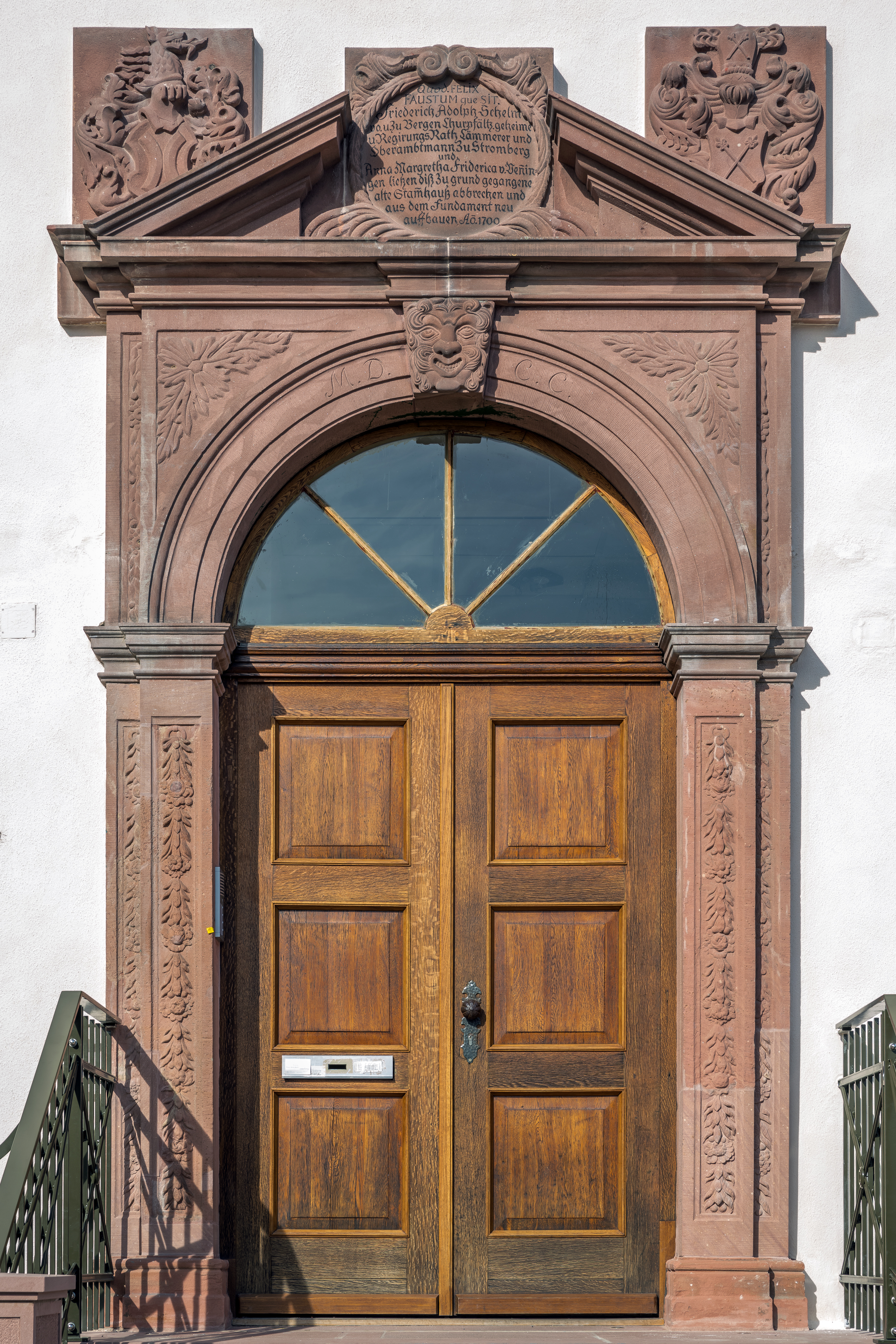
Ansicht des Portals mit Inschrift und Wappen (2013)

Quod FELIX
FAUSTUMque SIT
Friederich Adolph Schelm
vo. u. zu Bergen, Churpfältz. geheime
u. Regirungs Rath Cämmerer und
Oberambtmann zu Stromberg
und
Anna Margretha Friderica v. Vennin-
gen ließen diß Zu grund gegangene
alte Stammhaus abbrechen und
aus dem Fundament neu
aufbauen A. D. 1700

### Burghof und Wirtschaftsgebäude
Der im Verhältnis zur Kernburg wesentlich größere Burghof enthielt zahlreiche Wirtschaftsgebäude und dürfte bis zur Anlage des äußeren Grabens im 16. Jahrhundert kaum befestigt gewesen sein. Im Falle kriegerischer Auseinandersetzungen bot einzig die Kernburg den Bewohnern Schutz. Um den südwestlich der Kernburg gelegenen Hof gruppierten sich diverse Stallungen, Scheunen, Gärten und ein Brauhaus (abgebrochen um 1820). Mit dem Hof der Schelmenburg war das Recht zum Bierbrauen verbunden. Noch bis zum Ersten Weltkrieg wurde in Bergen das „Schelmenbräu“ von den späteren Besitzern gebraut.

### Burggräben
Auffällig ist an der Höhenlage, die nach Süden zum Maintal hin abfällt, die Konzeption der Schelmenburg als Wasserburg. Die Wassergräben wurden von mehreren starken Quellen nördlich der Anlage gespeist. Der Graben entwässerte nach Süden in einem unterirdischen Kanal bis zur Marktstraße, wo er als Schelmenquelle nochmal zu Tage trat, bevor er durch die Mühlbachschlucht zu Tale führt. Doch war das Wasser durch den sumpfigen und morastigen Graben sowie die Verunreinigungen durch den Aborterker ungenießbar. Die Wasserversorgung der Burg wurde durch einen Brunnen im Keller der Kernburg sowie zwei weitere in der Vorburg (Brauhaus und Stall) sichergestellt.
Mit der Renovierung der Anlage in den 1960er Jahren wurde dann der Graben ausgebaggert, teilweise mit Kies verfüllt, sowie mit Basaltsteinen gefasst. Bei den Arbeiten wurden ein Dolch, ein Armbrustbolzen und ein Reitersporn gefunden, die an das Heimatmuseum übergeben wurden.